# Блуждающий бас
Блуждающий бас, также шагающий бас (англ. Walking bass)  — непрерывное, ритмично равномерное, преимущественно поступенное ведение линии баса (басовой партии) с использованием как аккордовых, так и проходящих звуков.

## Происхождение
В литературе отмечается историческая преемственность блуждающего баса по отношению к генерал-басу (итал. basso continuo), распространённому стилю басового аккомпанемента в барочной музыке (1600-1750).
В XX веке блуждающий или шагающий бас использовался в основном в таких музыкальных направлениях как джаз, блюз, рокабилли, где у слушателя возникает ощущение поступенного движения музыки на четверть такта, похожего на шагание при ходьбе (отсюда название).

## Современное исполнение
Блуждающая басовая линия (партия) обычно исполняется на контрабасе или бас-гитаре, но может также исполняться с использованием нижнего регистра фортепиано, тубы и других инструментов. Басовые партии также могут исполняться вокально, а капелла. Хотя стиль шагающего баса и ассоциируется в основном с джазом и блюзом, он также исполняется в таких музыкальных направлениях, как латиноамериканская музыка, рок, ска, R&B, госпел, кантри и многих других.